# Lluis Blanco
Luis Emilio Blanco Coto (Barcelona, 15 de enero de 1990) es un futbolista español, nacionalizado andorrano, que juega en la demarcación de centrocampista para la C. F. Esperança d'Andorra de la Primera División de Andorra.

## Selección nacional
Tras jugar con la selección de fútbol sub-17 de Andorra, la sub-19 y la sub-21, finalmente hizo su debut con la selección absoluta el 6 de septiembre de 2020 en un partido de la Liga de las Naciones de la UEFA contra Andorra que finalizó con un resultado de 0-1 a favor del combinado feroés tras el gol de Klæmint Olsen.

## Clubes
| Club                      | País    | Año       | Partidos | Goles |
| ------------------------- | ------- | --------- | -------- | ----- |
| F. C. Andorra             | Andorra | 2007-2008 | 2        | 0     |
| C. D. Carmelo             | España  | 2009-2010 |          |       |
| C. F. Barceloneta         | España  | 2010-2011 |          |       |
| C. C. D. Turó Peira       | España  | 2011-2012 |          |       |
| C. D. Carmelo             | España  | 2012-2013 |          |       |
| F. C. Santa Coloma        | Andorra | 2013-2014 | 28       | 5     |
| U. E. Sant Julià          | Andorra | 2014-2019 | 100      | 19    |
| F. C. Santa Coloma        | Andorra | 2019-2022 | 46       | 5     |
| U. E. Engordany           | Andorra | 2022-2023 | 25       | 1     |
| C. F. Esperança d'Andorra | Andorra | 2023-     | 30       | 10    |

## Palmarés

### Campeonatos nacionales
| Título                      | Club               | País    | Año  |
| --------------------------- | ------------------ | ------- | ---- |
| Primera División de Andorra | F. C. Santa Coloma | Andorra | 2014 |
| Copa Constitució            | U. E. Sant Julià   | Andorra | 2015 |
| Supercopa Andorrana         | U. E. Sant Julià   | Andorra | 2018 |
| Supercopa Andorrana         | F. C. Santa Coloma | Andorra | 2019 |